# Drosophila fluminensis
Drosophila fluminensis är en tvåvingeart som beskrevs av Vilela och Bachli 2004. Drosophila fluminensis ingår i släktet Drosophila och familjen daggflugor.
Artens utbredningsområde är Brasilien.